# Elbepark Dresden

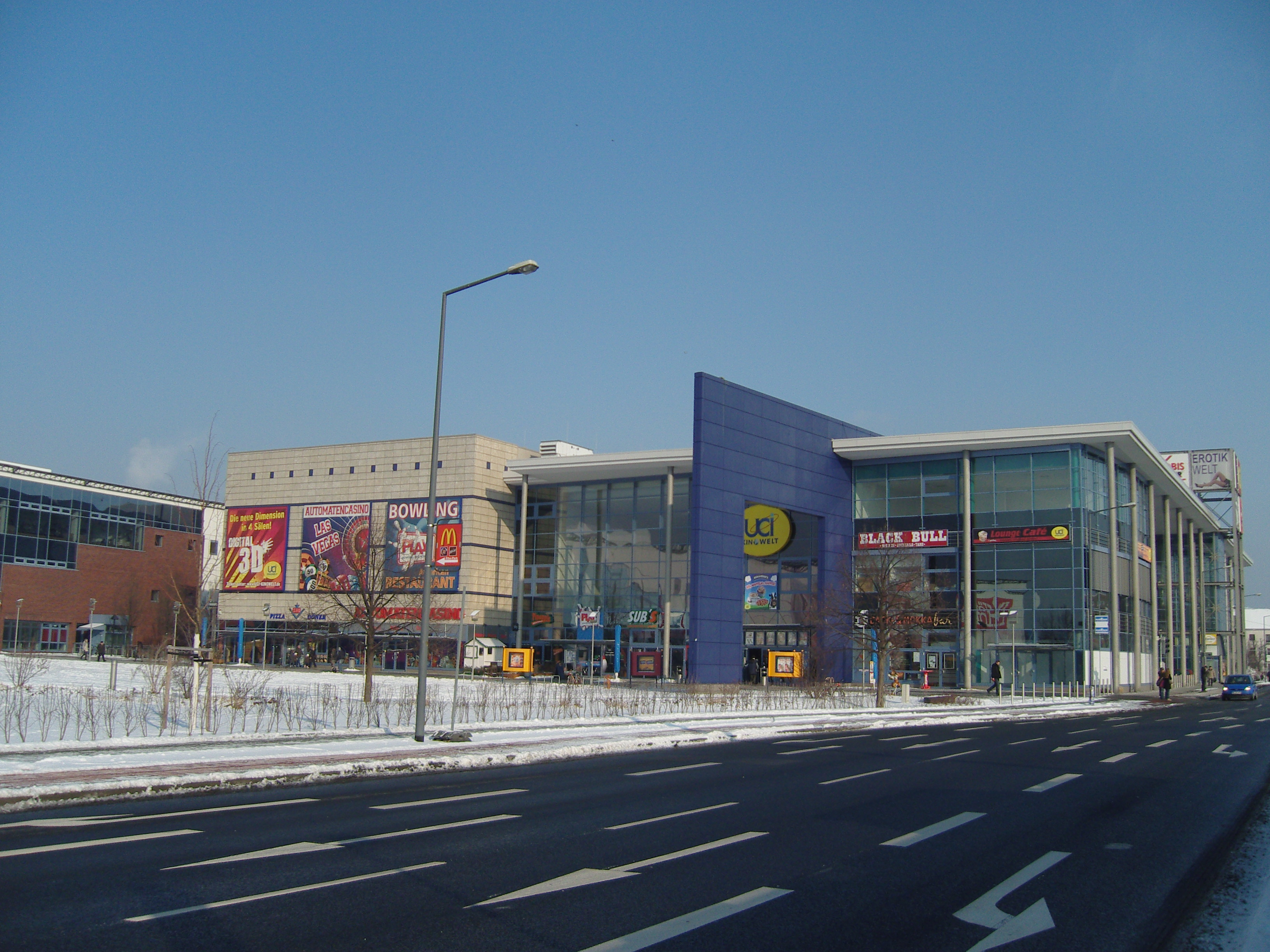
Ansicht von der Lommatzscher Straße

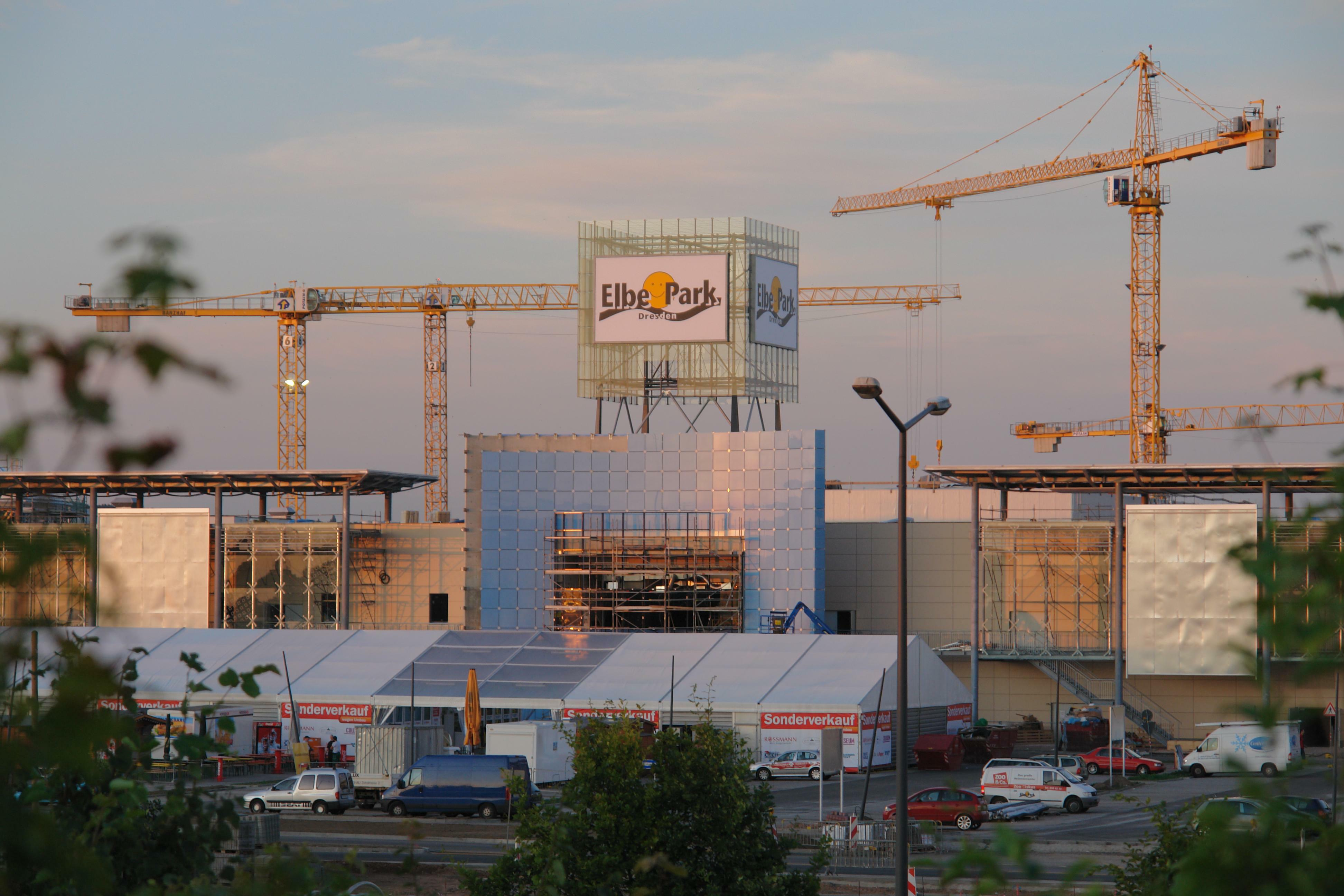
Ausbau 2009

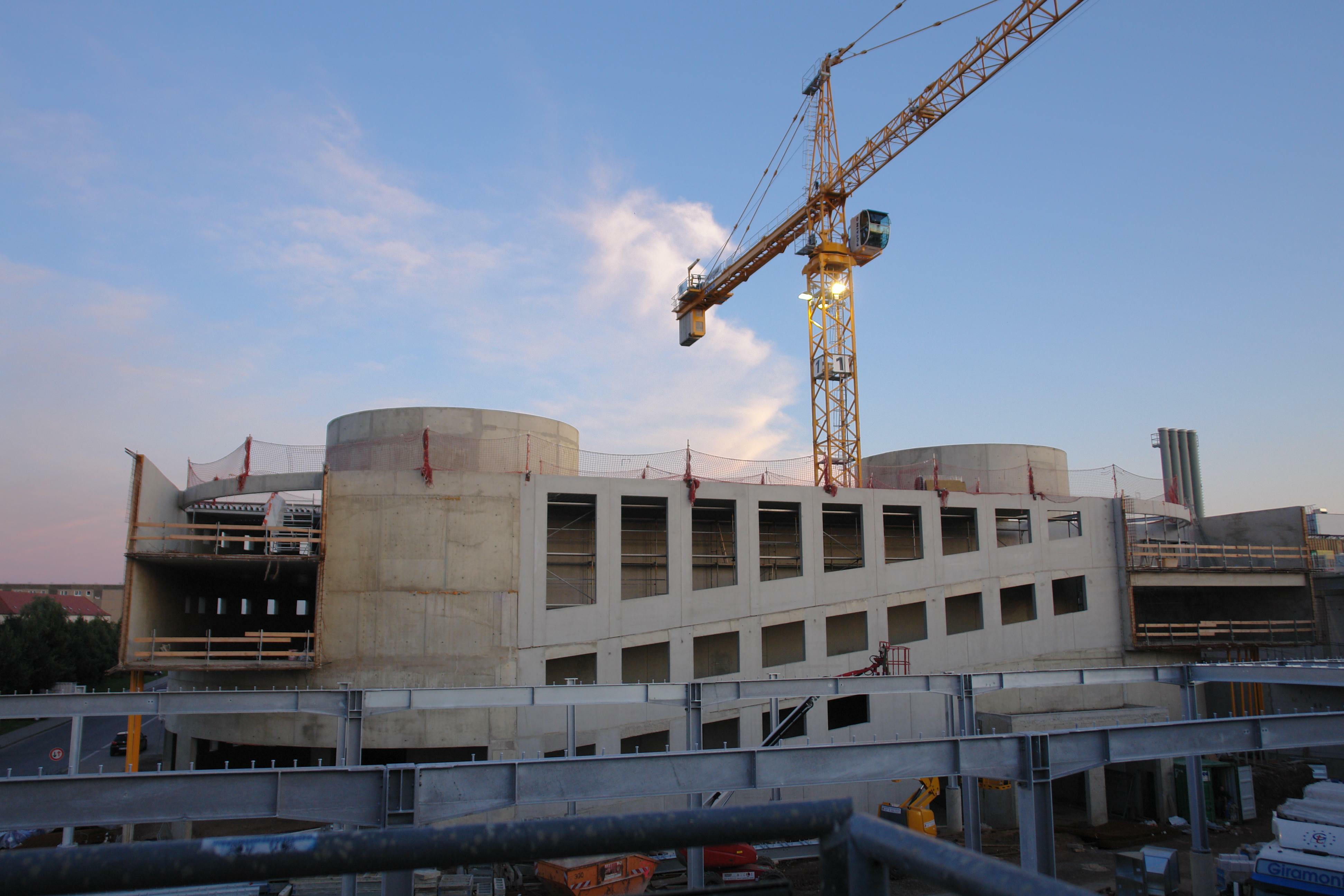
Ausbau des Parkhauses 2009

Der Elbepark Dresden (eigene Schreibweisen: ELBEPARK DRESDEN, ELBEPARK Dresden) ist ein Einkaufszentrum im Dresdner Stadtteil Kaditz im Nordwesten der Stadt. 2012 besuchten knapp 10 Millionen Kunden den Elbepark.

## 1995 bis 2008
Das Einkaufszentrum wurde 1995 eröffnet und befindet sich im Eigentum von Kurt Krieger, dem Besitzer der Höffner-Möbelhäuser. Das Einkaufszentrum hatte 2008 eine Verkaufsfläche von 74.500 Quadratmetern und 4500 Parkplätze.

## Ausbau 2009 – April 2010
Von Januar 2009 bis Ostern 2010 wurde der Elbepark für etwa 80 Millionen Euro ausgebaut. Die Verkaufsfläche wurde dabei um 8500 Quadratmeter erweitert und die Anzahl der Parkplätze auf 5000 erhöht. Besonders bei Innenstadthändlern stießen die Pläne auf Widerstand, weil der Elbepark nochmals mit innenstadtrelevantem Sortiment vergrößert werde. Ende November 2008 beschloss der Stadtentwicklungsausschuss des Stadtrates, dass ein entsprechender Bebauungsplan aufgestellt werden soll und Gutachter die Auswirkungen prüfen müssen.
Mit 83.000 Quadratmetern Verkaufsfläche und mehr als 180 Geschäften hat der Elbepark seinen Umbau Mitte April 2010 abgeschlossen. Dabei sind 1,4 Kilometer Ladenstraße entstanden. Aus der offenen T-Mall wurde eine überdachte Achter-Mall mit erschlossenem Obergeschoss und 1500 neuen Parkplätzen auf dem Dach, von dem sechs Zugänge in das Center führen. Als Besonderheit ist ein Kinderbereich mit 1600 Quadratmetern im Obergeschoss zu nennen. Die Infrastruktur um den Elbepark wurde ausgebaut und neu strukturiert.

## Nach dem Ausbau
Schon kurz nach der Eröffnung kritisierte die Stadt Dresden, dass das Einkaufszentrum 952 Quadratmeter größer als die im Vertrag vereinbarten 75.000 Quadratmeter gebaut wurde. Damals wurde der Fall zunächst wegen Unerheblichkeit zu den Akten gelegt. Im Mai 2012 wurde aber bekannt, dass die fragliche Fläche nach neuen Schätzungen etwa 3000 Quadratmeter beträgt. Dem Bauherrn Kurt Krieger wurde vorgeworfen, dass u. a. Kassenzonen, Wandregale, Umkleidekabinen und Rolltreppen in den Bauunterlagen nicht als Verkaufsfläche angegeben wurden. Das Bauunternehmen hingegen sah ungenaue gesetzliche Vorgaben zur Verkaufsfläche. Die Stadt beauftragte daraufhin einen Experten für ein Gutachten, um die genaue Größe der zu viel gebauten Fläche festzustellen und eröffnete gegen den Bauherrn ein Bußgeldverfahren. Am 23. April 2013 gab man bekannt, dass das Gutachten einen Überschuss von 6113 Quadratmetern ergab. Dem Bauherrn drohte eine Strafzahlung von 1 Million Euro, die er schlussendlich zahlte. Außerdem bleiben 3100 Quadratmeter Verkaufsfläche, die bisher nicht vermietet waren, leer und werden keinen Interessenten angeboten. Weitere 2500 Quadratmeter wurden bis Ende 2020 geschlossen. Die darin befindlichen Mieter mussten ihr Geschäft aufgeben.

## Verkehrsanbindung
Der Elbepark zieht zu 70 % hauptsächlich Kunden aus dem Umland und dem benachbarten Ausland an. Das Einkaufszentrum liegt direkt an der Abfahrt Dresden-Neustadt der Bundesautobahn 4. Mit dem ÖPNV kann der Elbepark durch die Buslinien 64, 70, 72 und 80 der Dresdner Verkehrsbetriebe erreicht werden. Außerdem wurde im November 2003 eine Straßenbahntrasse eröffnet, auf der seit November 2004 die Straßenbahnlinie 9 und seit August 2023 die Straßenbahnlinie 13 das Einkaufszentrum bedienen. Etwa 15 Minuten Fußweg entfernt liegt der S-Bahnhof Dresden-Trachau, über welche die S-Bahn-Linie S1 jeweils halbstündig nach Meißen über Radebeul und nach Bad Schandau beziehungsweise Schöna über Dresden-Neustadt, Dresden Hauptbahnhof, Heidenau, Pirna und Königstein fährt. Direkt am Haupteingang befindet sich eine Nextbike-Station für Mietfahrräder (DVB MOBIbike).